# وولفرام بوده
وولفرام بوده (بالألمانية: Wolfram Bode)‏ هو عالم كيمياء حيوية ألماني، ولد في 8 مارس 1942 في برلين في ألمانيا.